# Лавников, Александр Васильевич
Александр Васильевич Лавников (род. 22 мая 1991, Северодвинск, СССР) — российский профессиональный баскетболист, играющий на позиции тяжёлого форварда.

## Карьера
Лавников начал заниматься баскетболом в 10 лет в Северодвинске. В 16 лет, на зональном первенстве, Александра заметили тренеры «Автодора». Проведя в саратовской команде 2 года Лавников отправился за игровой практикой в аренду – в «Союз» из Заречного, тольяттинские «Красные Крылья-2», барнаульский «АлтайБаскет».
В октябре 2014 года Лавников перешёл в «Спартак-Приморье», но в декабре покинул команду и вернулся в «АлтайБаскет».
Сезон 2015/2016 Александр провёл в «Университете-Югра» и набирал в среднем за игру 8,8 очка и 3,7 подбора.
В июне 2016 года стал игроком «Новосибирска». В составе команды стал обладателем Кубка России, а так же был признан «Лучшим тяжелым форвардом» турнира.
В июне 2017 года Лавников пополнил состав «Темп-СУМЗ-УГМК» и завоевал бронзовые медали Суперлиги-1. В 53 матчах Александр 33 раза выходил в стартовом составе, в среднем набирая за матч 12,5 очков и 4,6 подборов.
В мае 2018 года Лавников подписал контракт с «Новосибирском» с опцией о досрочном расторжении, если Александр получит приглашение из клуба Единой лиги ВТБ. В июле Александр воспользовался данным пунктом и стал игроком «Енисея». В 20 матчах Единой лиги ВТБ Александр в среднем набирал 2,2 очка и 1,1 подбора.
В июле 2019 года Лавников перешёл в «Самару». В составе команды Александр стал чемпионом Суперлиги-1 и бронзовым призёром Кубка России.
В июне 2021 года Лавников вернулся в «Новосибирск».
В сезоне 2024/2025 Лавников выступал в составе «Челбаскет».
В июне 2025 года Лавников стал игроком «Динамо» (Уфа).

## Достижения
- Чемпион Суперлиги-1 дивизион (2): 2020/2021, 2023/2024
- Бронзовый призёр Суперлиги-1 дивизион: 2017/2018
- Обладатель Кубка России (2): 2016/2017, 2019/2020
- Бронзовый призёр Кубка России: 2020/2021